# Cryptocephalus bhutana
Cryptocephalus bhutana es una especie de insecto coleóptero de la familia Chrysomelidae.
Fue descrita científicamente en 1997 por Medvedev & Sprecher-Uebersax.